# Рејмер (Тенеси)
Рејмер (енгл. Ramer) град је у америчкој савезној држави Тенеси.

## Демографија
По попису из 2010. године број становника је 319, што је 35 (-9,9%) становника мање него 2000. године.
| Група             | 2000.       | 2010.       |
| Белци             | 297 (83,9%) | 289 (90,6%) |
| Афроамериканци    | 42 (11,9%)  | 24 (7,5%)   |
| Азијати           | 0 (0,0%)    | 2 (0,6%)    |
| Хиспаноамериканци | 12 (3,4%)   | 3 (0,9%)    |
| Укупно            | 354         | 319         |